# Cefn Druids AFC
Cefn Druids AFC is een voetbalploeg die uitkomt in de League of Wales. De club ontstond in 1992 door de samenvoeging van Cefn Albion F.C. en Druids United F.C. De eerste naamsverandering van de club vond plaags in 1998: Flexys Cefn Druids F.C. Na vijf jaar werd echter een nieuwe hoofdsponsor binnengehaald, waardoor de naam werd gewijzigd in NEWI Cefn Druids F.C. (NEWI staat voor North East Wales Institute of Higher Education). De ploeg speelt zijn thuiswedstrijden in het stadion Plaskynaston Lane.

## Geschiedenis
Na vele jaren discussies te hebben gevoerd werd in 1992 besloten de twee rivaliserende clubs Druids United en Cefn Albion uit het plaatsje Cefn Mawr samen te voegen. Meteen na de samenvoeging besloot de ploeg deel te gaan nemen aan de Cymru Alliance: de op een na hoogste competitie in het land. Na enkele jaren van wisselvallige prestaties werd in 1999 het kampioenschap behaald, waardoor promotie naar de League of Wales werd afgedwongen. Het daaropvolgende seizoen eindigde de ploeg op een respectabele 13e plaats op het hoogste niveau.
Ondanks het feit dat de ploeg in het seizoen 2001-02 op een magere 14e plaats eindigde in de League of Wales werd een uitstekende reeks neergezet in de Welsh Cup. Na overwinningen op Llangefni-Glantraeth, Ruthin Town, Halkyn United en Welshpool Town mocht het dorp zich voor het eerst in 98 jaar weer eens opmaken voor de halve finale in het toernooi. Daar werd het avontuur echter abrupt beëindigd door Bangor City dat met 5-0 won.
Het daaropvolgende seizoen zat de club in de financiële problemen. Spelers en teschnische staf moesten soms enkele weken door zonder salaris te ontvangen. De toenmalige trainer O'Shaughnessy (voormalig middenvelder van Rochdale besloot zijn biezen te pakken. Hij keerde niet veel later echter terug toen hem werd verteld dat de zaken weer op orde waren. Op voetballend gebied werd een degelijke 12e plaats in de wacht gesleept.
De daaropvolgende jaren werd langzaam gebouwd aan een jonge ploeg met O'Shaughnessy aan het roer. In april 2004 werd de coach echter aan de kant gezet door het bestuur. Dit had desastreuze gevolgen voor de club. Niet alleen raakte het een ervaren trainer kwijt: ook een aantal landelijk bekende spelers verlieten de club en zochten hun heil elders. Halverwege 2005 stond de club er belabberd voor en stond de ploeg op het punt te degraderen door het eindigen op de 17e plaats in de competitie. Als door een wonder besloot de kampioen van de Cymru Aliance, Buckley Town, de stap naar het hoogste niveau niet te maken en mocht Cefn Druids in de League of Wales blijven.

## Prestaties

### Plasmadoc/Druids (1869-1992)
- Winnaar Welsh Cup: 1880, 1881, 1882, 1885, 1886, 1898, 1899, 1904
- Finalist Welsh Cup: 1878, 1883, 1884, 1900, 1901
- Winnaar Welsh Amateur Cup: 1903
- Finalist Welsh Amateur Cup: 1904, 1957
- Winnaar Welsh Youth Cup: 1958, 1959
- Winnaar North East Wales FA Cup: 1980
- Finalist Welsh National League Division 2 Cup: 1988

### Cefn Albion (1967-1992)
- Winnaar North East Wales FA Challenge Cup: 1978
- Finalist NEWFA Challenge Cup: 1976, 1989
- Winnaar NEWFA Horace Wynn Cup: 1977
- Tweede plaats Welsh National League Premier Division: 1985
- Kampioen WNL Division 1: 1980, 1981
- Tweede plaats WNL Division 1: 1979
- Finalist WNL Division Cup: 1984, 1991
- Winnaar WNL Division 2 Cup: 1974
- Finalist WNL Division 2 Cup: 1971
- Finalist WNL Division 3 Cup: 1969, 1984
- Kampioen WNL Division 3B: 1970

### Cefn Druids AFC (1992-heden)
- Kampioen Cymru Alliance: 1999

## In Europa
#Q = #kwalificatieronde, T/U = Thuis/Uit, W = Wedstrijd, PUC = punten UEFA coëfficiënten .
Uitslagen vanuit gezichtspunt Cefn Druids AFC
| Seizoen | Competitie    | Ronde | Land              | Club      | Totaalscore | 1e W    | 2e W    | PUC |
| ------- | ------------- | ----- | ----------------- | --------- | ----------- | ------- | ------- | --- |
| 2012/13 | Europa League | 1Q    | Vlag van Finland  | MyPa-47   | 0-5         | 0-0 (T) | 0-5 (U) | 0.5 |
| 2018/19 | Europa League | 1Q    | Vlag van Litouwen | FK Trakai | 1-2         | 1-1 (T) | 0-1 (U) | 0.5 |

Totaal aantal punten voor UEFA coëfficiënten:1.0